# Enköpings distrikt
Enköpings distrikt är ett distrikt i Enköpings kommun och Uppsala län. 
Distriktet omfattar tätorten Enköping med kringområde. 

## Tidigare administrativ tillhörighet
Distriktet inrättades 2016 och utgörs av socknen Vårfrukyrka samt det område som före 1971 utgjorde Enköpings stad.
Området motsvarar den omfattning Enköpings församling hade vid årsskiftet 1999/2000 och som den fick 1972 när Vårfrukyrka församling gick upp i Enköpings församling.